# Az Ékkőháború
Az Ékkőháború (The War of the Jewels) J. R. R. Tolkien angol író és nyelvész munkái alapján fia, Christopher R. Tolkien által kiadott könyv, mely 1994-ben jelent meg a Középfölde históriája sorozat tizenegyedik köteteként. Magyar kiadása előkészületben van.
Akárcsak a vele párhuzamosan készült "Morgoth gyűrűje", ez is elsősorban a Gyűrűk Ura befejezése után készült Szilmarilok-változatokkal foglalkozik.

## Tartalom
Ebben a kötetben az alábbiak szerepelnek:
- A szilmarilok 1951 után írt változatának második fele
- Kibővített Esztendők számlálása, benne Beleriand történelmével a tündék érkezése után.
- Húrin és gyermekeinek tragédiája, köztük Húrin vándorlásai, melyet Christopher Tolkien végül teljes egészében kihagyott a Szilmarilok végleges változatából – terjedelmessége és részletessége ugyanis ellentétben volt a könyv többi részével, és félővé vált, hogy emiatt az egész könyv nehéz olvasmánnyá válik.
- Christopher Tolkien magyarázata azzal kapcsolatosan, hogyan szerkesztette meg Guy Gavriel Kay fantasy-íróval közösen a szilmarilok történetének legutolsó fejezetét – apjának jegyzetei között ugyanis nem volt egyetlen olyan újabb sem ezekre vonatkozóan, amely maradéktalanul beilleszthető lett volna az addigi történetbe. Példának okáért a régi jegyzetek Thingolt zsugori alakként ábrázolták, aki átveri a törpöket, csak hogy ne kelljen nekik fizetnie, illetve Melian öve is sokkal gyengébb a korai írásokban, mint a későbbiekben.
- Magyarázat az entek és a sasok eredetére.
- A tündék névadási szokásainak változása, valamint a tündék ébredésének részletei, és jegyzetek arról, hogyan kaptak tündeneveket emberek, törpök és orkok.
- Cuivienyarna – a tündék ébredésének regéje

## Fordítás
- Ez a szócikk részben vagy egészben  a   The War of the Jewels című angol Wikipédia-szócikk ezen változatának fordításán alapul.  Az eredeti cikk szerkesztőit annak laptörténete sorolja fel. Ez a jelzés csupán a megfogalmazás eredetét és a szerzői jogokat jelzi, nem szolgál a cikkben szereplő információk forrásmegjelöléseként.

## Lásd még
- J. R. R. Tolkien
- A szilmarilok
- A Gyűrűk Ura